# جاده مسکو (سن پترزبورگ)

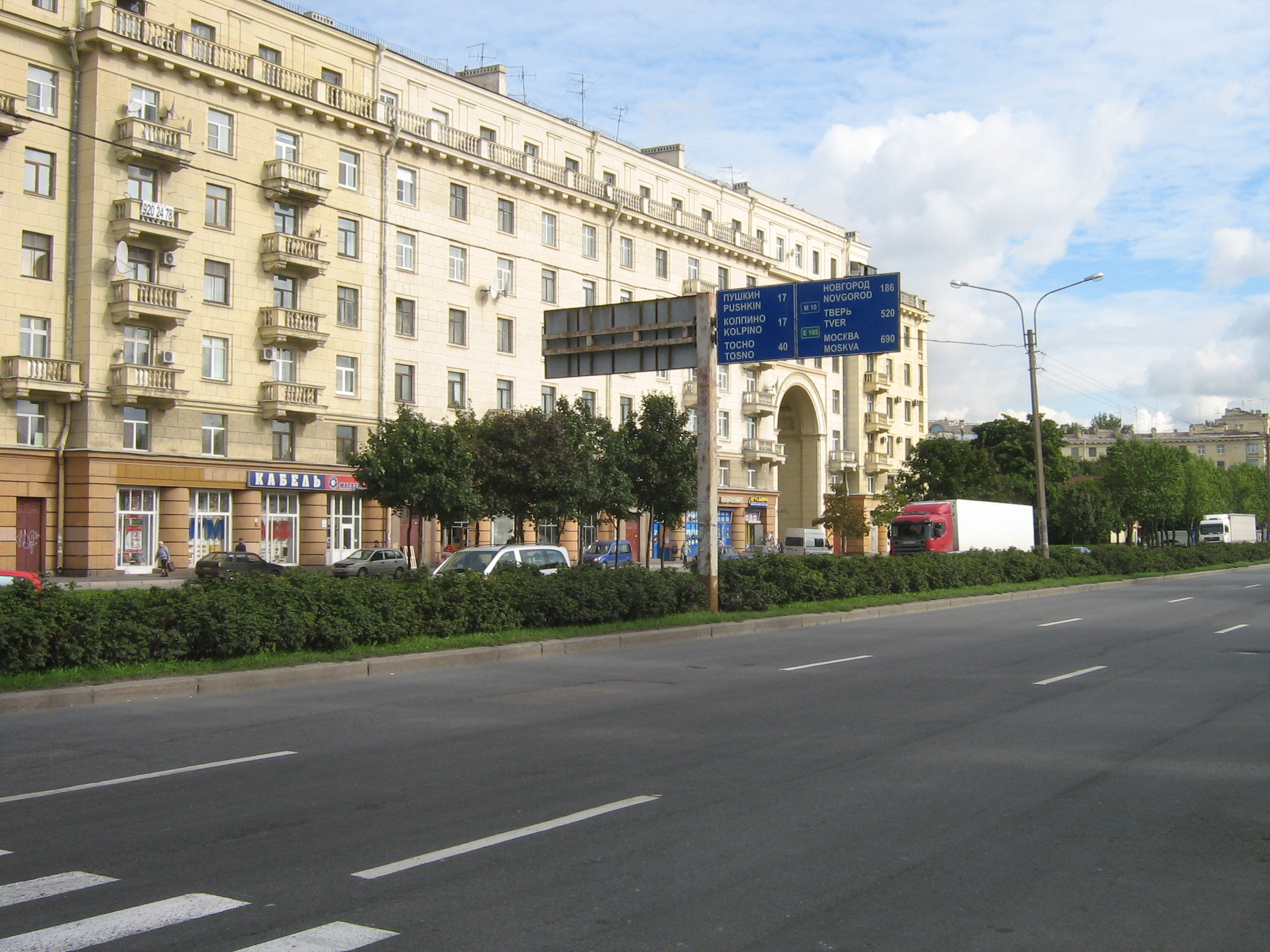

بزرگراه مسکو (به روسی: Московское шоссе) یک شاهراه در سن پترزبورگ که آغاز مسیر جاده‌ای به سمت مسکو است (مسیر کنونی الگو:Tablichka-ru الگو:Tablichka-eu «روسیه»). این نام دو کاربرد تاریخی داشته است:
- از دهه ۱۸۳۰ تا سال ۱۹۵۰، بزرگراه مسکو به ادامه مستقیم بلوار ابوخوف (که از سال ۱۸۷۸ به نام بلوار زابالکانسکی و از سال ۱۹۱۸ به نام بلوار اینترناسیونال شناخته می‌شد) در بیرون از مرزهای اداری شهر اطلاق می‌شد. در سال ۱۸۷۸، نقطه آغاز بزرگراه مسکو به دروازه‌های مسکو منتقل شد. در دهه ۱۹۱۰، آغاز این بزرگراه به پل راه‌آهن شاخه پوتیلوفسکی در جنوب خیابان روشینسکایا منتقل شد.
- در سال ۱۹۵۰، بلوار استالین بخش‌های بلوار اینترناسیونال و ادامه مستقیم آن در بزرگراه مسکو را از پل راه‌آهن تا سه‌راهی نزدیکی میدان پیروزی (مکان کنونی میدان پیروزی) به هم پیوند داد. از آن زمان تاکنون، نقطه آغاز بزرگراه مسکو میدان پیروزی بوده که با زاویه‌ای تقریباً ۴۵ درجه نسبت به بلوار مسکو به جنوب‌شرق امتداد می‌یابد.

## تاریخچه

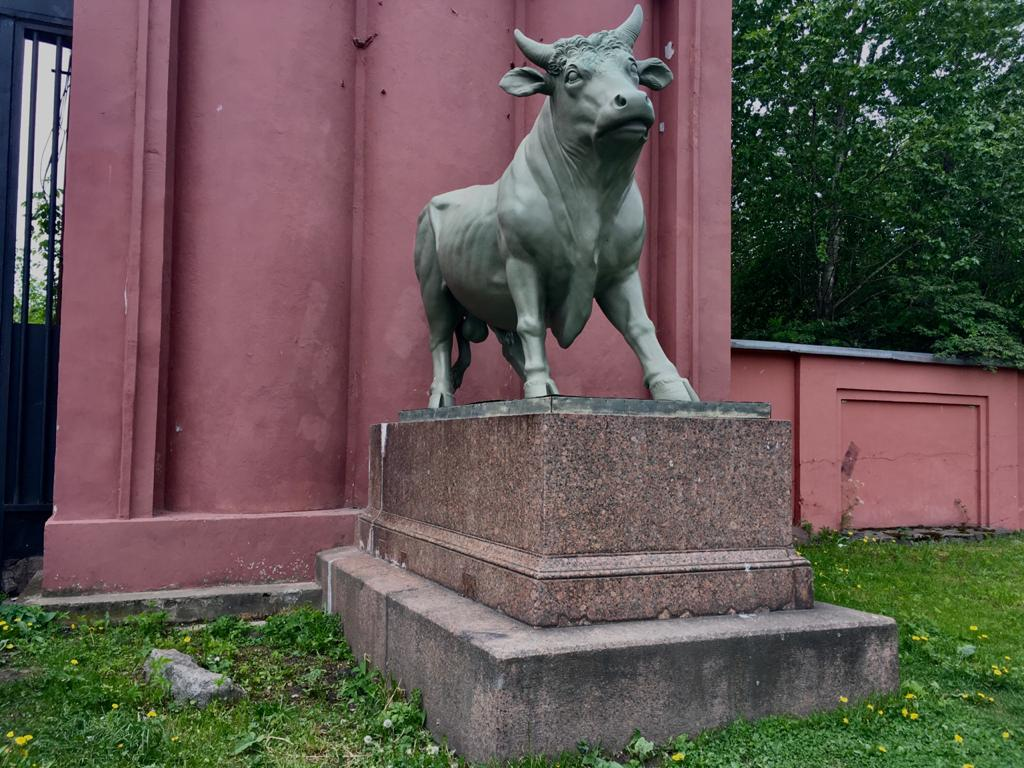
گاوهای سامسون، محل کنونی: بزرگراه مسکو، شماره ۱۳

در یک‌چهارم اول قرن هجدهم، مسیری از پایتخت به سمت املاک سارسکایا (که بعدها تسارسکویه سلو نام گرفت) احداث شد که جاده تسارسکویه نامیده می‌شد. این مسیر در قرن هجدهم ادامه‌ای به سمت نووگورود و مسکو داشت و به ترتیب جاده بزرگ مسکو و جاده نووگورود نامیده می‌شد. در قرن نوزدهم، جاده تسارسکویه در محدوده استان سن پترزبورگ به بزرگراه مسکو تغییر نام یافت.
تا پیش از سال ۱۹۱۷، بزرگراه مسکو یک نام صرفاً حومه‌ای بود و با گسترش مرزهای شهر، آغاز این بزرگراه به سمت جنوب جابه‌جا می‌شد. در سال ۱۸۷۸، با انتقال مرز شهری به دروازه‌های مسکو، آغاز این بزرگراه نیز به آن نقطه منتقل شد. در سال ۱۸۸۵، مرز شهر دوباره به پل راه‌آهن نزدیک خیابان روشینسکایا منتقل شد.
تا سال ۱۹۱۷، زمین‌های دو طرف بزرگراه مسکو تا محدوده متوسط روگاتکا به‌طور اداری به شهرستان مسکو در استان پتروگراد تعلق داشت. پس از انقلاب فوریه، شورای شهر پتروگراد فرایند الحاق حومه‌های کارگری نزدیک شهر را آغاز کرد. از آن زمان، بزرگراه مسکو به یک نام شهری نیز تبدیل شد.
تا سال ۱۹۵۰، بزرگراه مسکو در محدوده لنینگراد دو بخش داشت: بخش مستقیم از پل راه‌آهن تا متوسط روگاتکا و از متوسط روگاتکا به جنوب‌شرق به عنوان یک مسیر مستقل به سمت مسکو. در سال ۱۹۵۰، بلوار اینترناسیونال به بلوار استالین تغییر نام یافت و بخش شمالی بزرگراه مسکو به آن اضافه شد.
در سال‌های ۱۹۳۳–۱۹۳۴، ساختمان کارخانه گوشت‌سازی به نام کیروف (ساختمان شماره ۱۳، اکنون شرکت سامسون) در این مسیر احداث شد. در سال‌های ۱۹۳۶–۱۹۴۱، ساختمان‌های مسکونی کارکنان (ساختمان‌های شماره ۱۴–۱۶) ساخته شدند. در سال‌های ۱۹۶۶–۱۹۶۷، در آغاز بزرگراه مسکو یک مجتمع مسکونی (ساختمان‌های شماره ۲–۱۰) توسط معمار س.ب. اسپرانسکی احداث شد.
در سال‌های ۱۹۴۱–۱۹۴۴، در محل تقاطع بزرگراه مسکو و بزرگراه پولکوفسکویه یکی از خطوط دفاعی شهر قرار داشت. در این مکان، دو سنگر بتنی حفظ شده‌اند.